# Књижевна награда „Mирослав Јосић Вишњић”
Књижевна награда „Mирослав Јосић Вишњић” се додељује за прву објављену књигу прозе (приповетке или роман) аутора до 35 година.
Награда се додељује годишње, у марту месецу, на свечаној годишњој Скупштини Српске читаонице "Лаза Костић", у Сомбору. Награду расписује Српска читаоница "Лаза Костић", а први пут је додељена 2022. Састоји се од плакете и новчаног износа. У обзир за доделу награде долазе књиге које су изашле у току предходне године и које су написане на Српском језику.
Књижевну награду је установила Српска читаоница у знак сећања на српског књиижевника Мирослава Јосића Вишњића, једног од најистакнутијих прозаиста у српској књижевности у последњих 50 година, рођеног у Стапару 1946. године, а који је преминуо у Београду 2015. године.

## Добитници
Досадашњи добитници:
- 2022 - Сара Мајсторовић, за књигу прича Сребрне шуме.[2]
- 2023 - Стефан Марковић, за роман Покојник другог реда.[3]
- 2024 - Тијана Катић, за књигу прича Ход по ивици круга.[4]